# Krążniczkowce
Krążniczkowce (Lecideales Vain.) – rząd grzybów z klasy Lecanoromycetes.

## Systematyka
Pozycja w klasyfikacji według Index Fungorum: Lecideales, Lecanoromycetidae, Lecanoromycetes, Pezizomycotina, Ascomycota, Fungi.
Według aktualizowanej klasyfikacji Index Fungorum, bazującej na Dictionary of the Fungi, do rządu Lecideales należą dwie rodziny:
- Lecideaceae Chevall. 1826 – krążniczkowate
- Lopadiaceae Hafellner 1984
- Porpidiaceae Hertel & Hafellner 1984.

Polską nazwę rzędu i rodziny podał J.Nowak i Z. Tobolewski.